# Ford E-Series

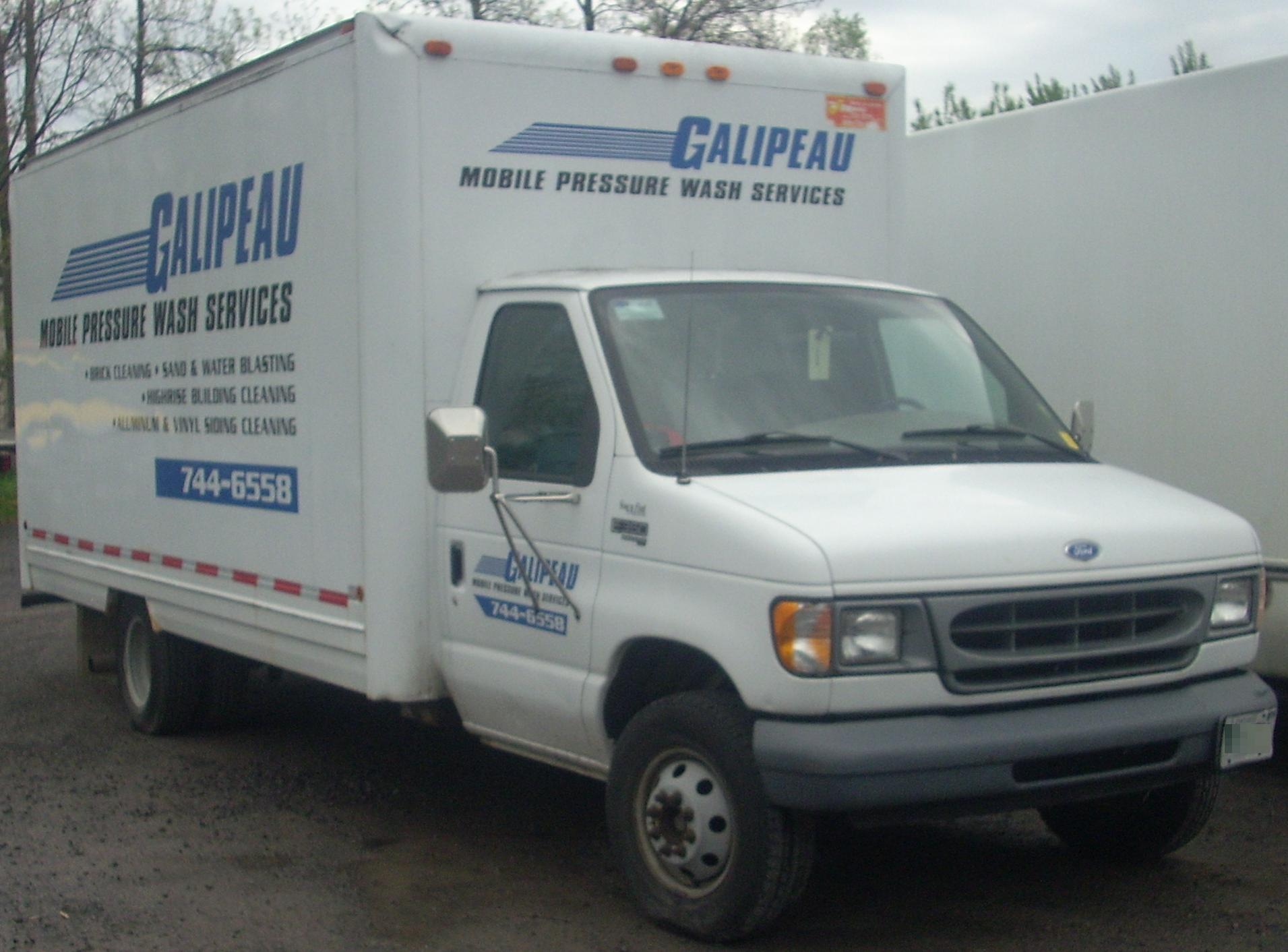
Ford E-350 Cutaway (1995—2002) с двускатными колёсами

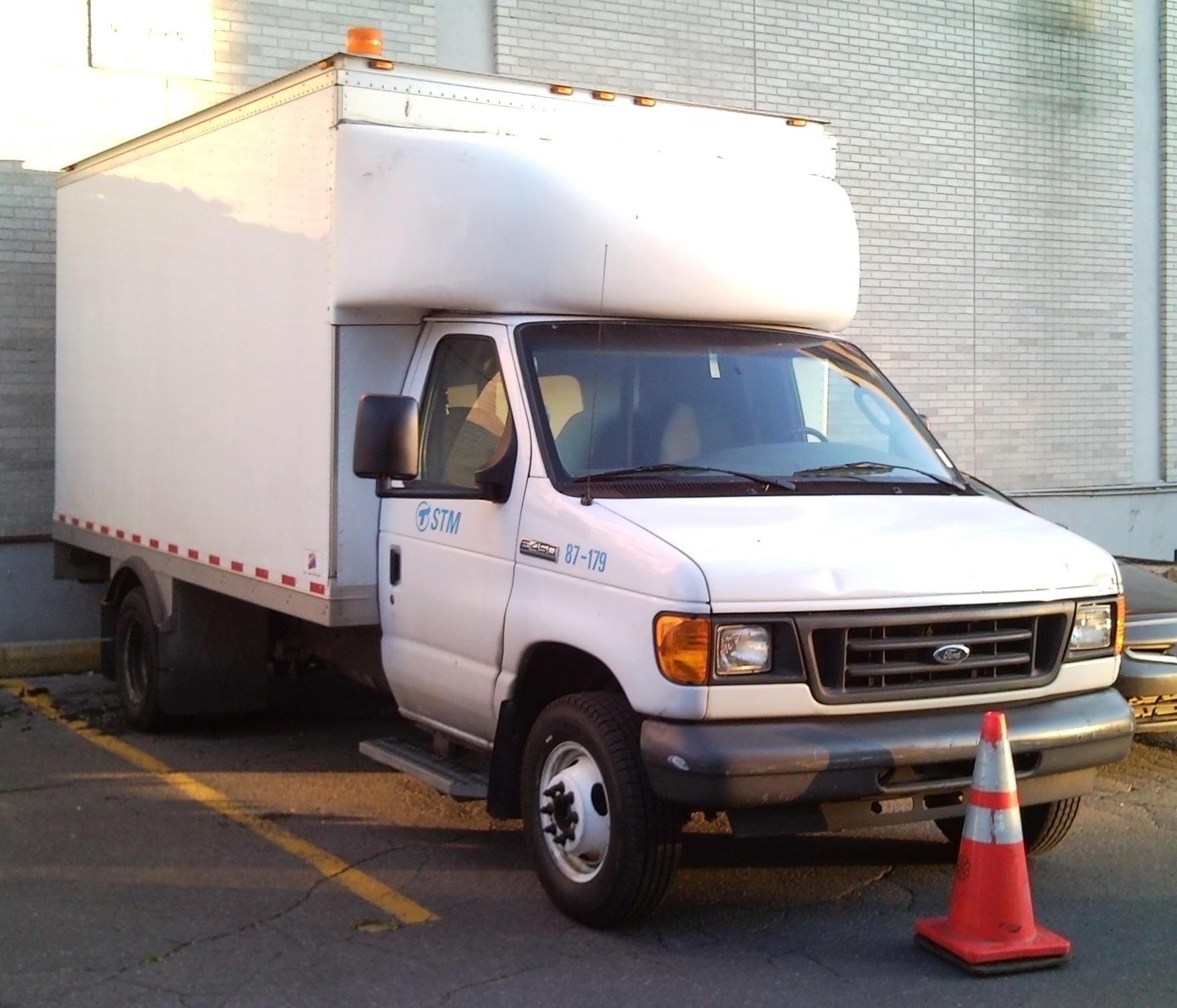
Ford E-450 Cutaway (2003—2007) с двускатными колёсами

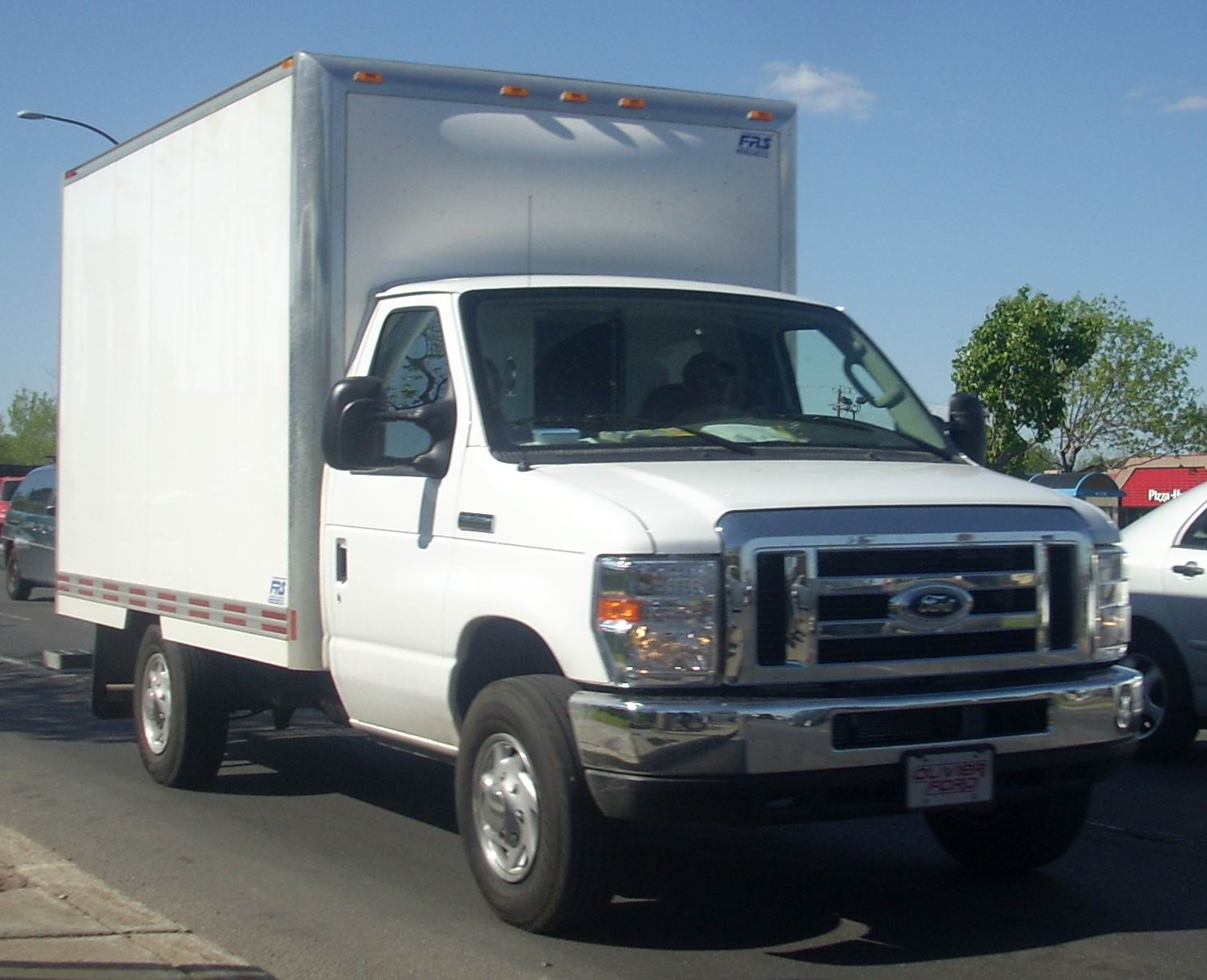
Ford E-350 Cutaway (с 2008) с односкатными колёсами

Ford E-Series (Econoline) — серия малотоннажных фургонов производства Ford. Микроавтобусы вытеснены с конвейера серией Ford Transit в 2014 году, в производстве только остались шасси E-серии для установки надстроек.

## Первое поколение (1960—1967)
Производство автомобилей Ford серии E стартовало 21 сентября 1960 года в Канаде. В модельный ряд входили фургоны и микроавтобусы (Station Bus/Club Wagon). За всю историю производства на автомобиль ставили двигатели внутреннего сгорания Falcon Six, Thriftpower Six и Truck Six, трансмиссии — 3-ступенчатая МКПП, 4-ступенчатая МКПП и 3-ступенчатая АКПП. Производство первого поколения завершилось в 1967 году.

## Второе поколение (1968—1974)
Второе поколение автомобилей Ford серии E производится с января 1968 года (официально с 1969 года). Вместо двигателей Falcon Six, Thriftpower Six и Truck Six использовались двигатели Windsor, но только с трёхступенчатыми трансмиссиями. Производство завершилось в 1974 году.

## Третье поколение (1975—1991)
Третье поколение автомобилей Ford серии E производилось в 1975—1991 годах с полностью переработанным интерьером и внешним видом. К двигателям Windsor добавились двигатели Navistar. Трёхступенчатые трансмиссии быль вновь вытеснены четырёхступенчатыми в 1986 году. С 1988 года автомобили комплектовались 5-ступенчатой механической трансмиссией Mazda M5OD.

## Четвёртое поколение (1992—настоящее время)
Современная версия автомобилей Ford серии E производится с 1992 года. Впервые за долгое время была добавлена 6-ступенчатая автоматическая трансмиссия к 4- и 5-ступенчатым. В 2014 году производство было завершено в пользу Ford Transit, в настоящее время производятся только шасси.

### Моторизация
| Модель двигателя                      | Расположение цилиндров, объём двигателя | Годы производства    | Система питания               | Трансмиссия               |
| ------------------------------------- | --------------------------------------- | -------------------- | ----------------------------- | ------------------------- |
| Ford Truck Six                        | OHV I6, 4,9 л                           | 1992–1996            | Комбинированный природный газ | 4-скор. АКПП 5-скор. АКПП |
| Ford Windsor V8                       | OHV V8                                  | 1992–1996            | Комбинированный природный газ | 4-скор. АКПП 5-скор. АКПП |
| Ford Windsor V8                       | OHV V8                                  | 1992–1996            | Комбинированный природный газ | 4-скор. АКПП 5-скор. АКПП |
| Ford 385 V8                           | OHV V8                                  | 1992–1996            | Комбинированный природный газ | 4-скор. АКПП 5-скор. АКПП |
| Navistar IDI V8                       | OHV V8                                  | 1992                 | Дизель                        | 4-скор. АКПП 5-скор. АКПП |
| Navistar IDI V8                       | OHV V8                                  | 1993                 | Дизель                        | 4-скор. АКПП 5-скор. АКПП |
| Navistar T444E V8 (Ford Power Stroke) | OHV V8                                  | 1994–2003            | Дизель                        | 4-скор. АКПП 5-скор. АКПП |
| Navistar VT365 V8 (Ford Power Stroke) | OHV 4V V8                               | 2004–2010            | Дизель                        | 4-скор. АКПП 5-скор. АКПП |
| Ford Essex V6                         | OHV V6                                  | 1997–2003            | Комбинированный природный газ | 4-скор. АКПП 5-скор. АКПП |
| Ford Triton V8                        | SOHC 2V V8                              | 1997–2014            | Комбинированный природный газ | 4-скор. АКПП 5-скор. АКПП |
| Ford Triton V8                        | SOHC 2V V8                              | 1997–2016            | Комбинированный природный газ | 4-скор. АКПП 5-скор. АКПП |
| Ford Triton V10                       | SOHC 2V V10                             | 1997–2019            | Комбинированный природный газ | 4-скор. АКПП 5-скор. АКПП |
| Ford Boss V8                          | SOHC 2V V8                              | 2017–2020            | Комбинированный природный газ | 4-скор. АКПП 5-скор. АКПП |
| Ford Godzilla V8                      | HV 2V V8                                | 2021–настоящее время | Пропан                        | 6-скор. АКПП              |

## Продажа

### 1961—1967
| Год   | Количество |
| ----- | ---------- |
| 1961  | 61 135     |
| 1962  | 76 938     |
| 1963  | 88 053     |
| 1964  | 83 079     |
| 1965  | 76 867     |
| 1966  | 84 180     |
| 1967  | 81 752     |
| Всего | 552 004    |

### 1997—2021
| Год   | Количество |
| ----- | ---------- |
| 1997  | 186 690    |
| 1998  | 206 026    |
| 1999  | 202 024    |
| 2000  | 187 027    |
| 2001  | 159 565    |
| 2002  | 165 085    |
| 2003  | 161 721    |
| 2004  | 171 017    |
| 2005  | 179 543    |
| 2006  | 180 457    |
| 2007  | 168 722    |
| 2008  | 124 596    |
| 2009  | 85 735     |
| 2010  | 108 258    |
| 2011  | 116 874    |
| 2012  | 122 423    |
| 2013  | 125 356    |
| 2014  | 103 263    |
| 2015  | 50 788     |
| 2016  | 54 245     |
| 2017  | 53 304     |
| 2018  | 47 936     |
| 2019  | 45 063     |
| 2020  | 37 001     |
| 2021  | 37 122     |
| Всего | 3 079 841  |

## Изображения

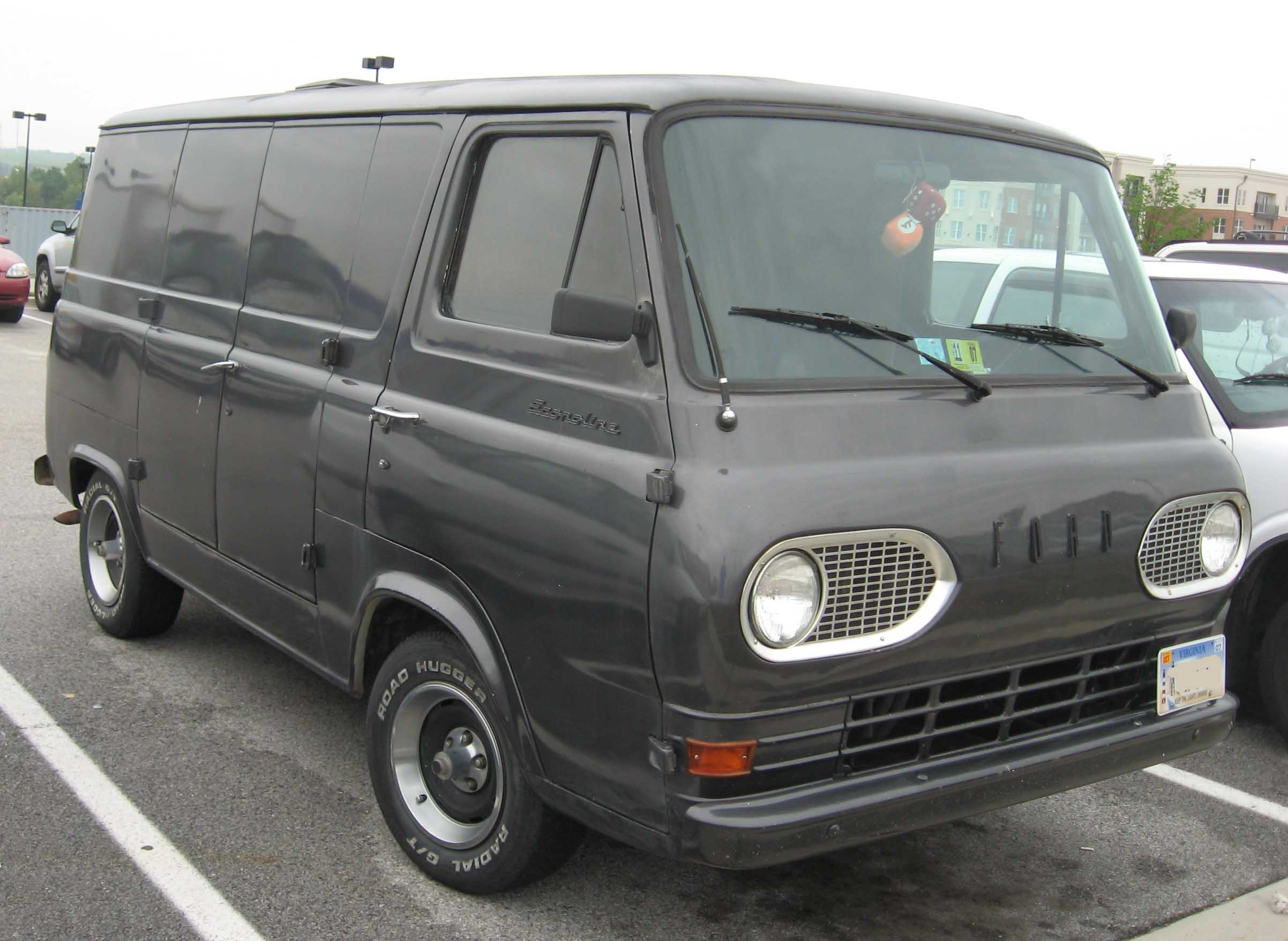
Ford Econoline 1 (1961—1967)
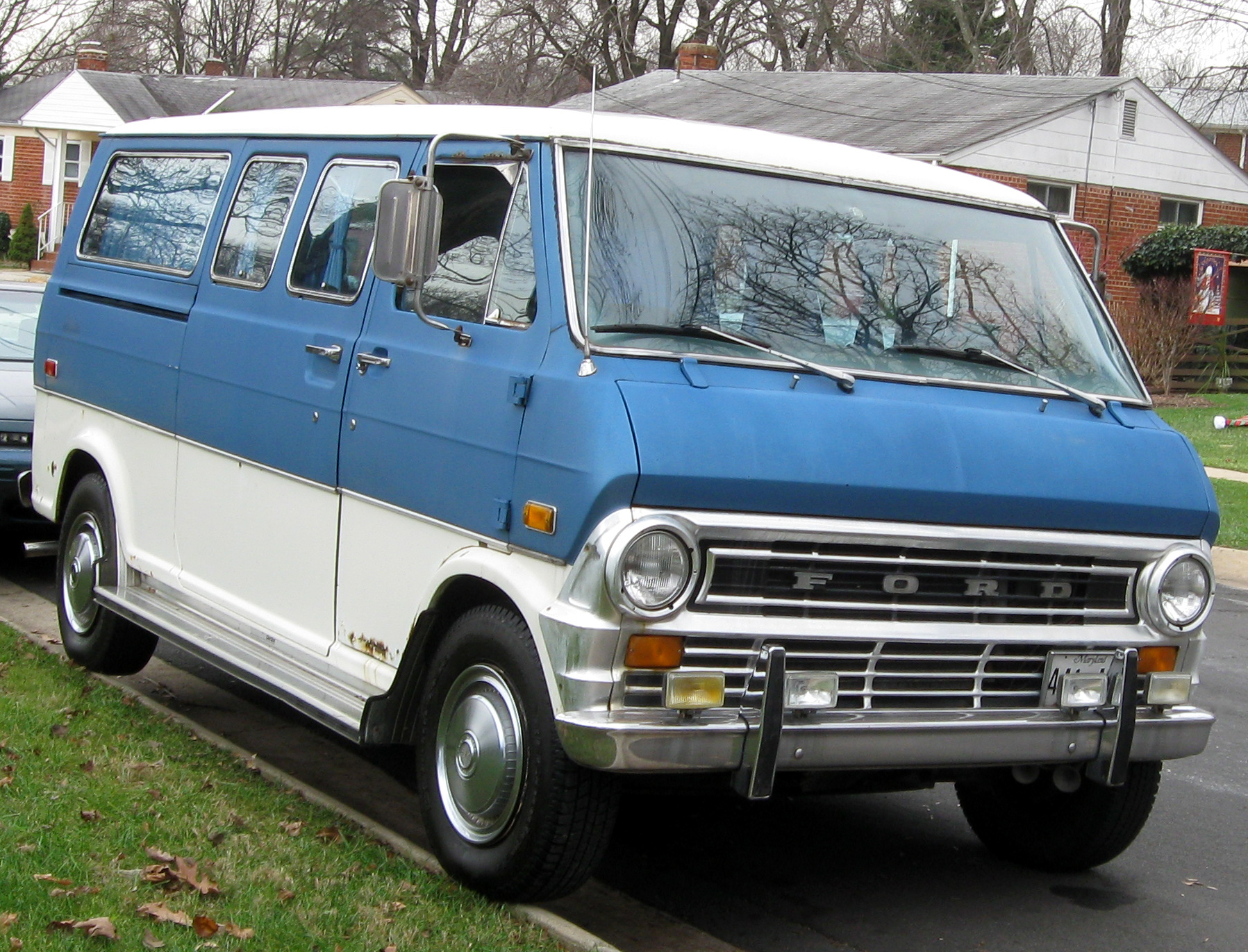
Ford Club Wagon 2 (1968—1974)
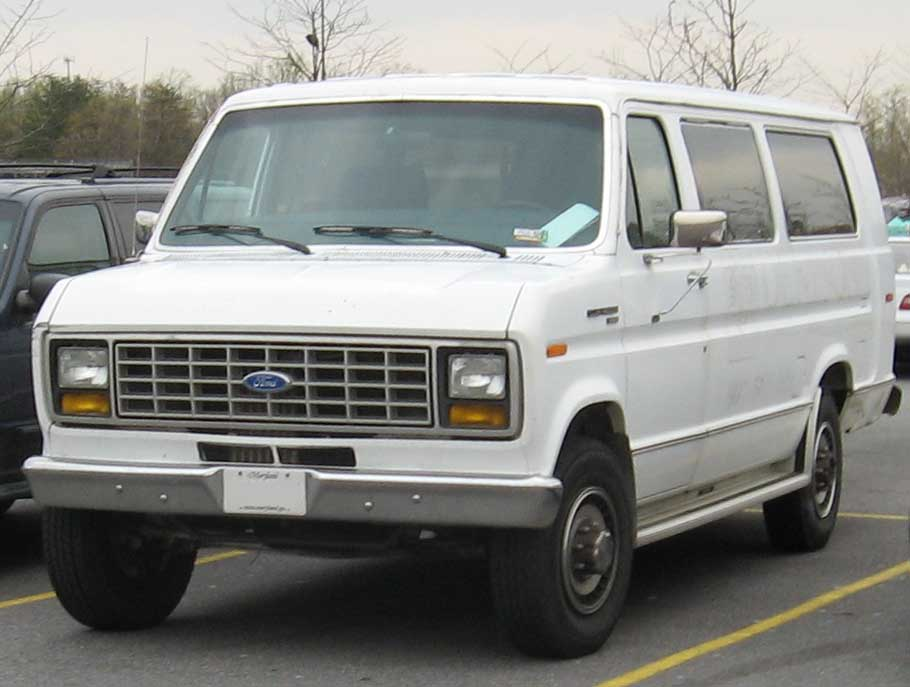
Ford Club Wagon 3 (1975—1991)
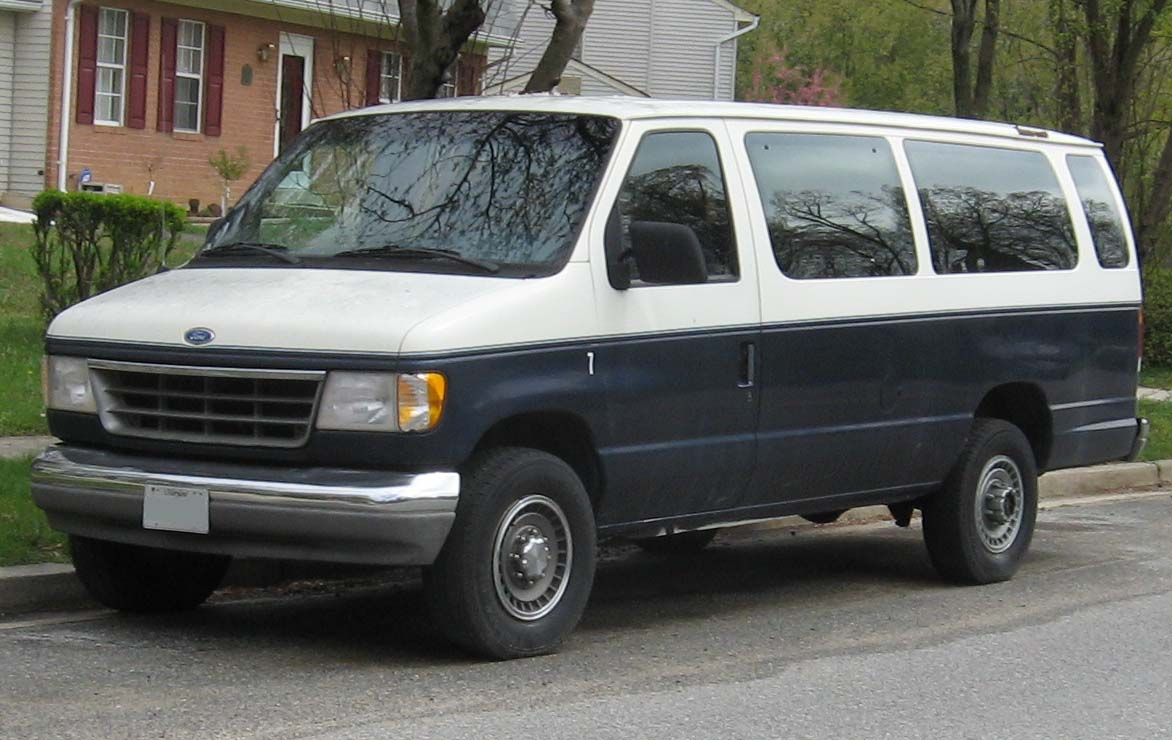
Ford Club Wagon 4 (1991—1995)
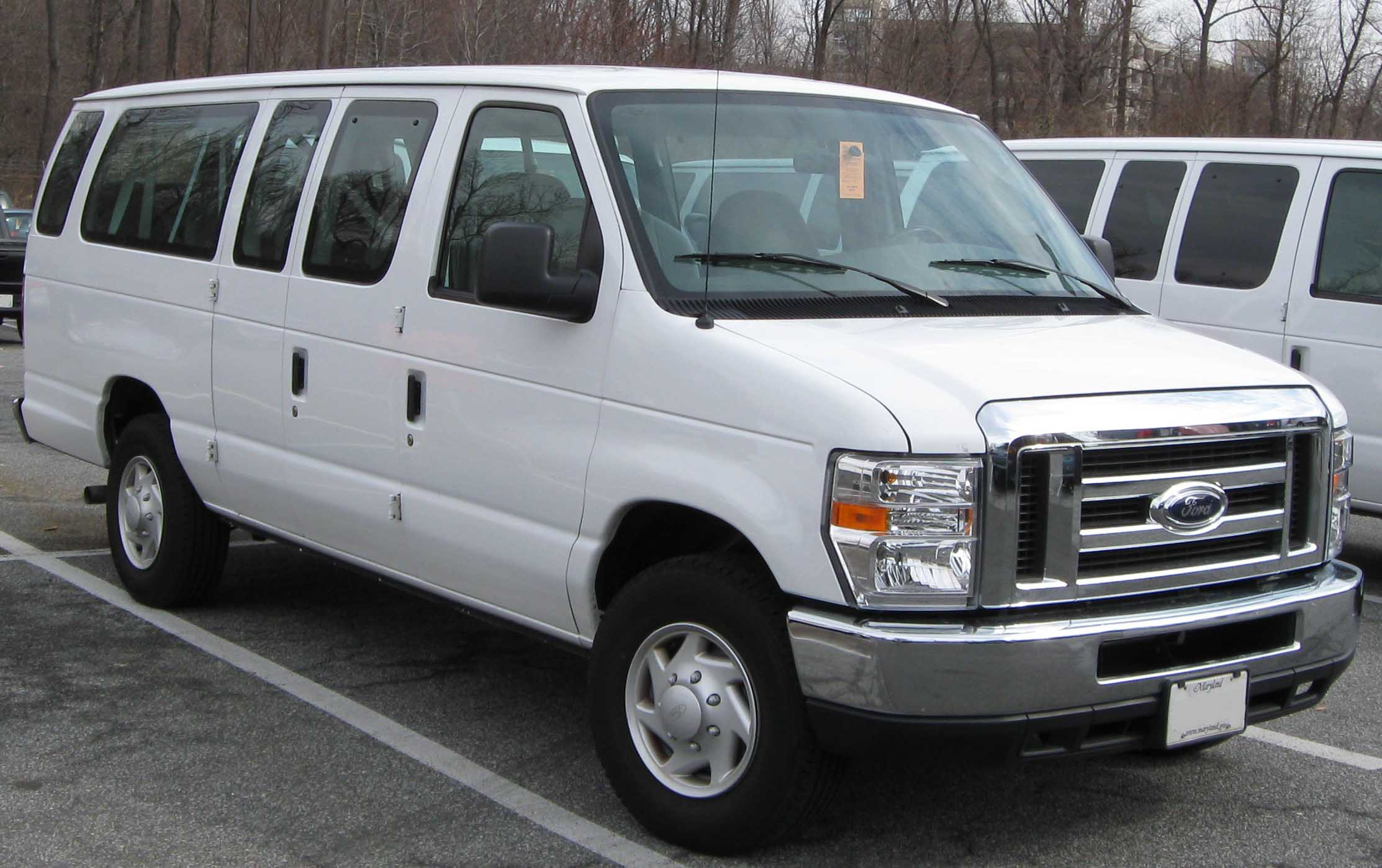
Ford E-250 (2008—2014)